# 分配法則
分配法則（ぶんぱいほうそく、英: Distributive property）は、数学の法則の一つ。
集合 S に対して、積 × と和 + が定義されている時に、
1. {\displaystyle a\times (b+c)=a\times b+a\times c}
2. {\displaystyle (a+b)\times c=a\times c+b\times c}

が任意の元 a,b,c について成り立てば、この積は和に対して分配法則を満たすという。同じことを、積は和に対して分配的であるともいう。特に 1 を左分配法則、2 を右分配法則という。× が交換法則を満たすときには、1, 2 の区別はない。
分配法則は次のようなもので成り立つ。
- 実数の積は和に対して分配法則を満たす。
- 行列の積は和に対して分配法則を満たす。
- 集合の和は共通部分に対して分配的であり、共通部分は和に対して分配的である[1]。また、共通部分は対称差に対して分配的である。
- 論理記号の論理和 (or) は論理積 (and) に対して分配的であり、論理積は論理和に対して分配的である[2]。また、論理積は排他的論理和 (xor) に対して分配的である。

2つの二項演算の定義された集合を考えるとき、一方の他方に対する分配法則を仮定することが多い。例として、環を参照。